# 横浜市立松本中学校
横浜市立松本中学校（よこはましりつまつもとちゅうがっこう）は、神奈川県横浜市神奈川区三ツ沢下町に所在する公立中学校。松中（まっちゅう）と略称される。

## 概要
一般には「松中（まっちゅう）」と略され呼ばれている。

地域学習の一環として私立大学である神奈川大学と連携している

## 沿革
- 1953年 - 横浜市立栗田谷中学校から独立開校
- 1973年2月13日 - 北校舎1階教室付近から出火。木造2階建て校舎約880㎡のうち約400㎡が焼失[1]。

## アクセス
- 電車 - 横浜市営地下鉄ブルーライン　三ツ沢下町駅下車、徒歩約8分
- バス - 横浜市営バス35系統・50系統　松本中学校前下車、徒歩約3分

## 通学区域
出典
- 三ツ沢小学校全域
- 南神大寺小学校全域
- 青木小学校の一部
- 斎藤分小学校の一部

## 出身者
- 新浪剛史 - 実業家（ローソン社長、サントリーホールディングス社長、経済同友会代表幹事）
- 椎野恭一 - ドラマー、Magnolia
- 笠原敏幸 - ベーシスト、Magnolia
- 阿部寛 - 俳優
- 田中雅彦 - バドミントン選手
- セリーヌ菅 - 天才・たけしの元気が出るテレビ!!出演
- 永山邦夫 - 元横浜F・マリノスサッカー選手
- 間宮敦 - 東京六大学野球・東大選手・首位打者
- 北村卓也 - ヘビーメタルバンドAZRAEL - キーボード
- 関口愛 - アナウンサー、レポーター、ニュースC-MASTER
- SA.RI.NA - レゲエ歌手
- あじゃ - タレント
- 田澤純一 - 社会人野球・ENEOS野球部所属 - 野球選手
- 小倉淳 - アナウンサー

## 部活動
バドミントン部が男子個人・団体共に県大会出場。過去に個人で全国大会に出場した経験あり。

演劇部が全国大会出場